# Claudia Kohde Kilsch
Claudia Kohde Kilsch (Saarbrücken, 11 dicembre 1963) è un'ex tennista tedesca.

## Biografia
Durante la sua carriera giunse in finale nel doppio al Roland Garros nel 1984 perdendo contro la coppia composta da Martina Navrátilová e Pam Shriver in tre set (5-7, 6-3, 6-2), la sua compagna nell'occasione era Hana Mandlíková. Fu la prima di tre vittorie nel doppio all'open di Francia, la seconda avvenne nel 1985 mentre la terza nel 1988.
Nell'US Open del 1985 insieme a Helena Suková vinsero in finale la coppia formata da  Martina Navrátilová e Pam Shriver per 6–7, 6–2, 6–3. Due anni dopo, nel torneo di Wimbledon del 1987 vinse la competizione nel doppio con Helena Suková battendo in finale  Betsy Nagelsen e Elizabeth Sayers Smylie per 7–5, 7–5.
All'Australian Open fu per tre volte finalista: nel 1982 dove giocò in coppia con Eva Pfaff, nel 1984 e l'ultima l'anno seguente nel 1985, nelle ultime due la compagna fu Helena Suková, in tutte e tre le sfide il titolo andò alla coppia Martina Navrátilová - Pam Shriver.
Nel singolare una semifinale per lei durante l'Open di Francia del 1985 e tre volte nell'Australian Open (1985, 1987 e 1988).